# Thales Monteiro
Thales Monteiro, né le 20 février 1925, est un ancien joueur brésilien de basket-ball.

## Palmarès
- Finaliste du championnat du monde 1954
- 3e des Jeux panaméricains de 1951